# サンシー・ド・プロヴァンス

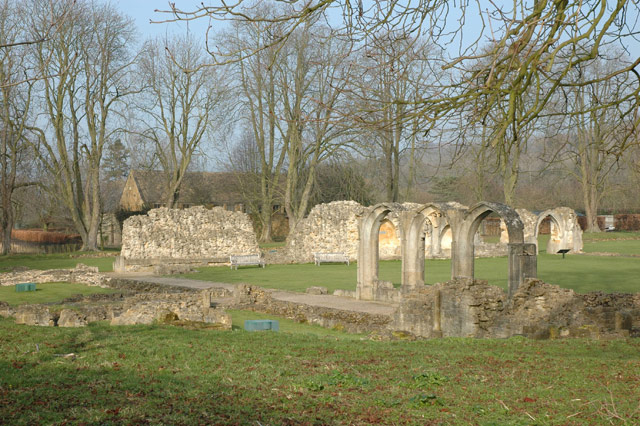
ヘイルズ修道院の遺構

サンシー・ド・プロヴァンス（フランス語：Sancie de Provence, 1225年ごろ - 1261年11月9日）は、プロヴァンス伯レーモン・ベランジェ4世とベアトリーチェ・ディ・サヴォイアの三女。英語名はサンチア・オブ・プロヴァンス（Sanchia of Provence）。サンシーは「比類なき美女」と評された。

## 生涯

### 生い立ち
サンシーの姉妹マルグリット、エリナーおよびベアトリスはそれぞれフランス王ルイ9世、イングランド王ヘンリー3世およびシチリア王シャルル・ダンジューと結婚した。サンシーは、姉のマルグリットやエレオノールよりも柔和で魅力的な美貌を持っていると言われていた。

### コーンウォール伯妃
サンシーとコーンウォール伯リチャードとの結婚をお膳立てしたのは姉エリナーであり、リチャードの最初の妃イザベル・マーシャルは最近亡くなっていた。リチャードは君主ではなく王子であったが、イングランド王国で、そしておそらくヨーロッパで最も裕福な人物であった。サンシーはトゥールーズ伯レーモン7世と婚約していたが、最近のフランス王との戦いにおいて役割をほとんど果たせなかったことは、婚約を解消する十分な理由となった。叔父ピエトロ・ディ・サヴォイアは、結婚交渉のため1242年に派遣された。また、別の叔父フィリッポ・ディ・サヴォイアはガスコーニュにあったイングランド宮廷までサンシーを安全に送り届けた。そこでサンシーは姉エリナーおよびその夫ヘンリー3世に合流し、まだ生まれてまもないベアトリスに会った。結婚式はウェストミンスターにおいて11月23日に行われた。祝祭の豪華さは、婚礼の晩餐だけでも3万種類の料理が用意されたという事実からうかがい知ることができる。
母ベアトリーチェ・ディ・サヴォイアがサンシーの結婚式のためイングランドを訪れたが、父レーモン・ベランジェ4世は、ヘンリー3世から4,000マルクの融資を受けることで妻が解決した領内の問題のため足止めされていた。結婚費用は主に、領内のユダヤ人に対する徴税によって賄われた。それは専断的な方法で行われ、それぞれが要求された寄付金額の通知を受け取った。
フランス王とイングランド王およびそれらの弟たちとプロヴァンスの4姉妹との結婚は、両国の関係を改善させ、1259年にパリ条約を締結するに至った。サンシーは他のすべての姉妹や母親とともに、条約の調印に出席した。

### ローマ王妃
1256年、リチャードは7人の選帝侯の過半数の支持を受け、ローマ王に選出された。ローマ王は教皇により神聖ローマ皇帝に指名されるための前段階の地位であった。1257年1月、リチャードの選挙に関する知らせをもたらした大使は、リチャードとサンシーが非常に優雅かつ緊張して食事をしていた長いホールで迎えられた。
1257年5月27日にドイツのアーヘン大聖堂において、サンシーは夫とともに戴冠された。その後、サンシーとリチャードは15ヶ月間マインツ周辺を旅した。しかし政治情勢が悪化し、2人は急いでイングランドに戻った。サンシーは1260年の秋に病気になり、1年後の1261年11月9日にバーカムステッド城において、息子のエドマンドが看取る中死去した。サンシーは同年11月15日にヘイルズ修道院に埋葬された。

## 子女
- リチャード（1246年7月 - 1246年8月15日）
- エドマンド（1249年 - 1300年） - 2代コーンウォール伯。マーガレット・ド・クレア（1312年没）と結婚、子女なし。

夫リチャードには他に愛妾のジョーン・ド・ヴァレトートが生んだリチャードという息子がいたが、誤ってサンシーの所生とされることがある。